# タシロイモ
タシロイモ（田代芋、学名：Tacca leontopetaloides）は、ヤマノイモ科タシロイモ属の一種である。台湾から日本へ本植物を紹介した植物学者、田代安定にちなみ命名された。

## 分布
タシロイモは別名をポリネシアン・アロールート（Polynesian arrowroot）または東インド・アロールート(east indian arrowroot)といい、アフリカ西部から東南アジアを経てオーストラリア北部までの範囲に自生している。人類の初期の移住によって、太平洋諸島に意図的に持ち込まれた。

## 区別
葉の裏面は、目立つ黄色の葉脈が通り、輝くように見える。花は緑がかった紫色であり、高い茎の上に集団となって咲き、垂れ下った苞葉をつける。果実は液果。一年のほとんどは休眠状態で、地面を這っている。時期がくると新しい葉が地下の塊茎から生じる。塊茎は硬くジャガイモに似ていて、皮は茶色く、内部は白い。

## 利用
塊茎はデンプンを多く含み、太平洋諸島の特に低地や環礁に住む人々の貴重な栄養源になっている。塊茎をすりつぶし、真水に浸してから何度も洗って苦みを取った上で乾燥させて小麦粉状に加工する。タロイモやパンノキをつぶしたものやココナッツクリームと混ぜ、プリンのようなものが作られる。ハワイではハウピアを作るのに使われるが、今日ではタシロイモの代わりにコーンスターチを用いることが多い。
タシロイモのデンプンは、繊維の強化に使われることもある。また、一部の島ではタシロイモの茎の繊維をマットに加工する。
タシロイモの塊茎は、ハワイの伝統的な薬として胃痛の治療に使われることがある。水と赤土を混ぜ、下痢や赤痢や胃、結腸からの出血の治療に使われることもある。
タシロイモの苦み成分は「タッカリン」（Taccalin）と命名されたが、研究が進むと多数のステロイド誘導体からなると判明し、タッカロノリドと命名された。タッカロノリドはパクリタキセル同様に微小管を安定化することにより、細胞分裂阻害作用を有する。